# モンドの磔刑

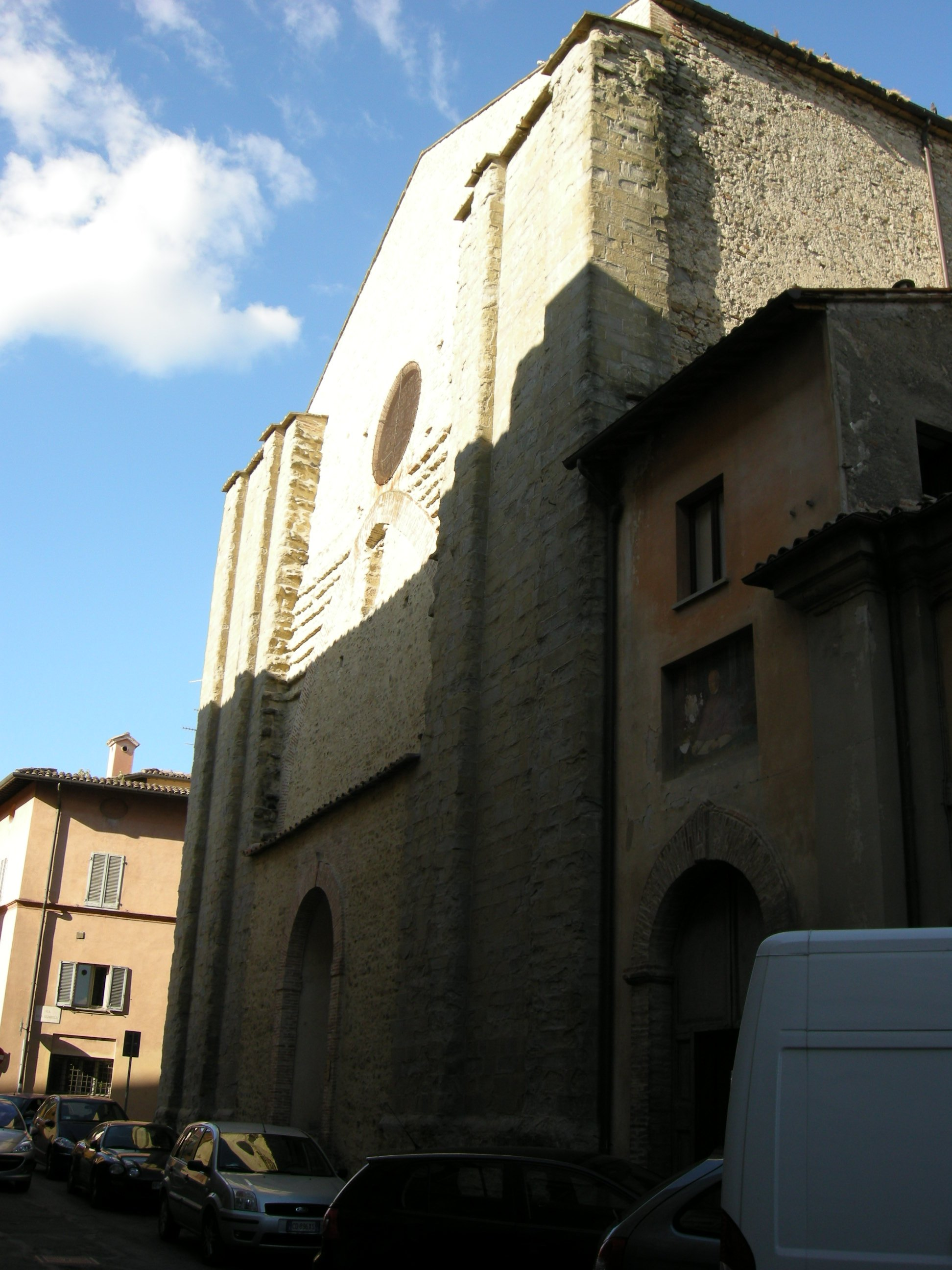
チッタ・ディ・カステッロのサン・ドメニコ聖堂。

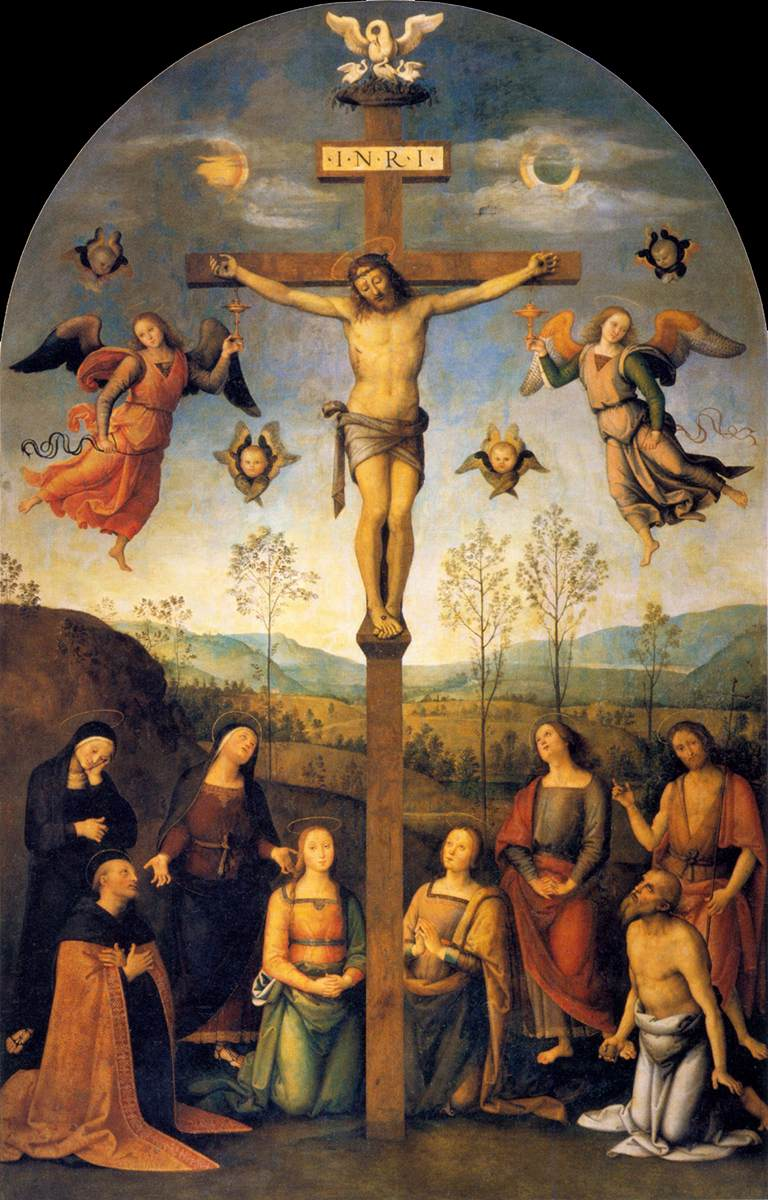
ペルジーノの『磔刑』の例。1503年から1506年の間。シエーナのサンタゴスティーノ教会所蔵。

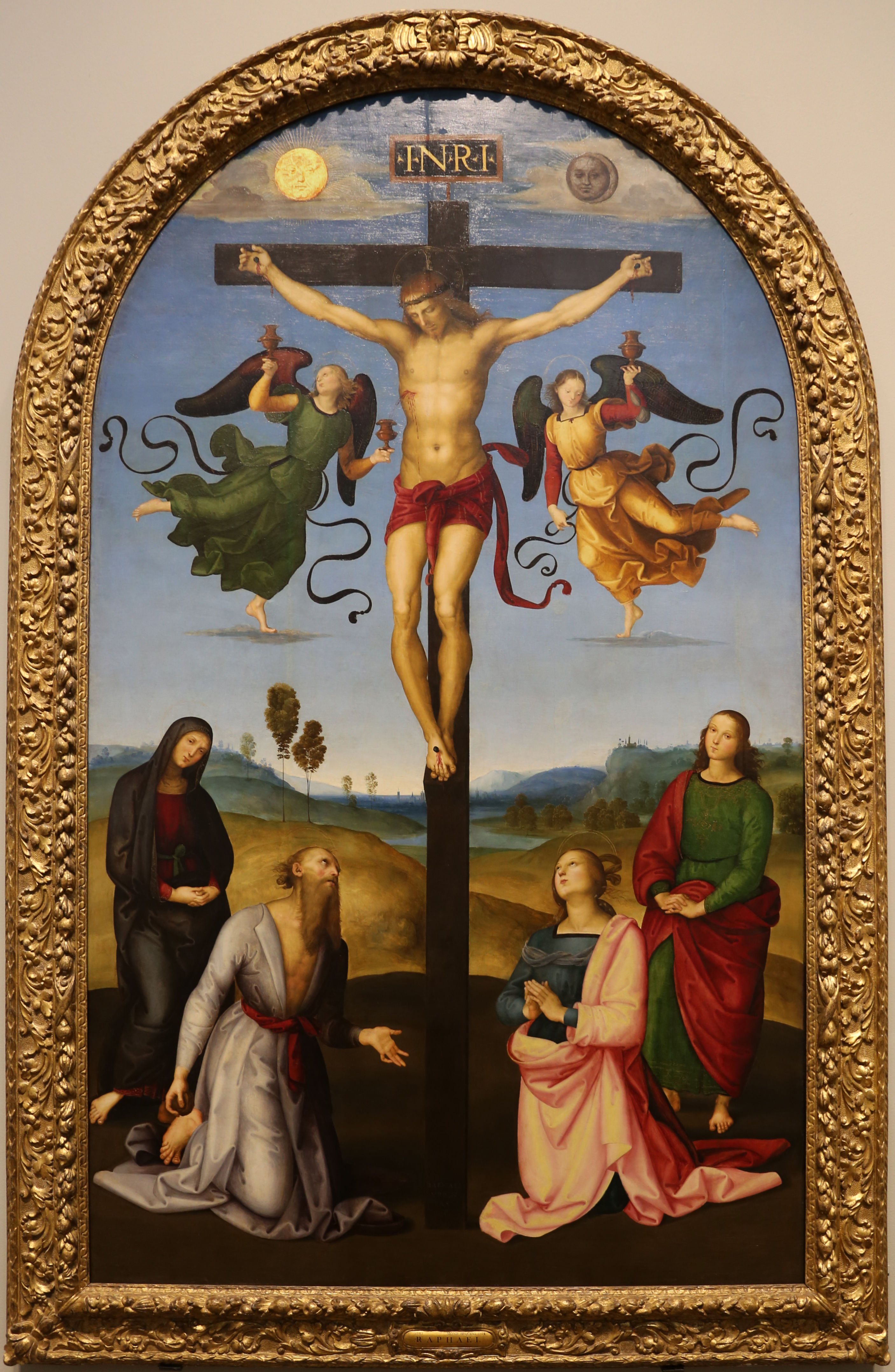
現在の額縁。

『モンドの磔刑』（モンドのたっけい、伊: La Crocifissione Mond, 英: The Mond Crucifixion）として知られる『キリストの磔刑と聖母マリア、聖人、天使』（英: The Crucified Christ with the Virgin Mary, Saints and Angels）は、盛期ルネサンスのイタリアの巨匠ラファエロ・サンツィオが1502年から1503年に制作した祭壇画である。油彩。ラファエロが最初期に制作した作品の1つで、チッタ・ディ・カステッロのサン・ドメニコ教会のガヴァーリ家埋葬礼拝堂のために制作された。ラファエロの祭壇画としては第2作目にあたり、エヴァンジェリスタ・ダ・ピアン・ディ・メレートと共同で制作したサンタゴスティーノ教会バロンチ家埋葬礼拝堂の祭壇画『トレンティーノの聖ニコラウスの戴冠』（Incoronazione di San Nicola da Tolentino）に次いで制作された。ただし、ラファエロが単独で制作した祭壇画としては最初のものである。『モンドの磔刑』という通称は所有者ルードウィッヒ・モンドにちなんでいる。現在はロンドンのナショナル・ギャラリーに所蔵されている。

## 制作経緯
『モンドの磔刑』は1503年に、ラファエロの故郷ウルビーノに近いウンブリア州チッタ・ディ・カステッロにある、サン・ドメニコ教会の主祭壇右側の、ガヴァーリ家埋葬礼拝堂の祭壇画として制作された。発注主は羊毛商人・銀行家のドメニコ・ディ・トンマーゾ・ガヴァーリ（Domenico di Tommaso Gavari）である。ラファエロはこの作品以前に同地のサンタゴスティーノ教会にあるバロンチ家埋葬礼拝堂の祭壇画を制作しているが、この祭壇画を発注したアンドレア・バロンチ（Andrea Baronci）とガヴァーリは親しい知人であったので、ラファエロはこのつながりからガヴァーリの発注を得たと考えられている。礼拝堂の祭壇は砂岩で制作され、祭壇画が失われた現在も当時と同じ場所に現存している。祭壇には寄進者であるガヴァーリの名前と発注した1503年の日付が碑文として刻まれている。祭壇の下部には3枚のプレデッラが設置されたが、ラファエロはこれらのプレデッラも制作している。

## 作品
チッタ・ディ・カステッロを望むウンブリア地方の田園風景を背に、十字架が立てられている。キリストの身体は十字架に架けられており、その上には「ユダヤ人の王であるナザレのイエス」（Iesus Nazarenus Rex Iudaeorum）を意味する「I.N.R.I.」の碑文が記されている。キリストは荊の冠を被り、深紅の腰布を身にまとっている。荊冠で傷ついた額や十字架に打ちつけられた両手足からは血が流れ落ち、とりわけ右脇腹の槍傷からは血が噴き出ている。キリストの両側には細やかな銀色の雲が漂い、その上に腰にリボンを巻いた2人の天使が片足を乗せてバランスをとるかのように宙を舞っている。天使たちは黄金の聖爵で、キリストの傷口から流れ出る血を受け止めている。空には太陽と月の両方が現れている。
十字架の足元には聖ヒエロニムスとマグダラのマリアがひざまずいており、崇敬と哀れみを込めてキリストを見上げ、祭壇の前の崇拝者たちに信仰の模範を示している。また画面下の左右両端に、それぞれ聖母マリアと福音伝道者聖ヨハネが立ち、鑑賞者の側に目を向けて、悲しげな表情で両手を握り締めている。聖ヒエロニムスは磔刑の場に居合わせていないが、埋葬礼拝堂が聖ヒエロニムスに捧げられていたため、ともに描かれている。聖ヒエロニムスの描写は荒野で隠者として生活したエピソードに基づいており、胸を打つための石を右手に持っている。
署名は十字架の根元に「RAPHAEL VRBIN AS .P.」（ウルビーノのラファエロがこれを描いた）と記されている。ラファエロは文字を記すために、十字架の茶色の絵具を削って下にある銀箔層を露出させている。
祭壇画は上部がアーチ型になっている。現在の額縁は祭壇画の上部に適合した19世紀のものが使用されている。

### 図像的源泉
祭壇画はラファエロの師であり、イタリア中部を代表する芸術家ペルジーノの影響を色濃く受けている。全体的な構図は1480年代後半から1490年代にかけてペルジーノが制作した風景の中の磔刑図のいくつかのバージョンに基づいており、特に1502年にペルージャのサン・フランチェスコ・アル・モンテ修道院（the Convent of S. Francesco al Monte）のために発注され、1506年に完成した祭壇画『磔刑』（La crocifissione）と似ている。この作品では、はためくリボンを持った天使が聖杯を持ってキリストの傷から流れ落ちる血を受け止め、聖母マリアと聖ヨハネは本作品とほとんど同じポーズをとり、マグダラのマリアは十字架の反対側で同じポーズをとっている。ラファエルはおそらくペルジーノの工房で師の作品を見ており、ペルジーノが描く小さな楕円形の顔と様式化された手の仕草を採用し、ペルジーノの対称性、調和、明快な構図を取り入れるだけでなく、これらをより柔らかで洗練されたものに変えている。

### 制作
ラファエロは特に衣服の襞の影の部分を強化するためにハッチングの筆遣いを多用している。これはペルジーノから学び取った技法である。ラファエロはまた手と指を使って絵具の表面を拭き取りながら形作っている。そのためラファエロの指紋と掌紋が、画面の複数の個所に頭部の影、特にキリストの髪や、顔、あご髭に残されている。絵画の強い対称性と幾何学的構造は、ラファエロが幾何学的グリッドを基礎として構図を作ったであろうことを示唆している。これは初期のラファエロの通常の手法であるが、本作品ではグリッドを使用した痕跡は確認されていない。またラファエロは制作の過程で修正や変更を加えていないことから、綿密な準備素描をもとにデザインされた下絵に基づいている。

## プレデッラ
サン・ドメニコ教会のガヴァーリ家埋葬礼拝堂の祭壇画を構成した板絵は、メインパネルである本作品のほかに3点のプレデッラがあり、そのうち2点が現存している。埋葬礼拝堂は聖ヒエロニムスに捧げられたものであったため、メインパネルに登場する聖人に聖ヒエロニムスが加えられたほか、プレデッラに聖ヒエロニムスの生涯から主題が選択された。現存する2点のプレデッラのうち1点は、『聖ヒエロニムスのクロークで三人の死者を蘇らせるクレモナの聖エウセビオス』（Eusebius of Cremona raising Three Men from the Dead with Saint Jerome's Cloak）で、リスボンの国立古美術館に所蔵されている。もう1点は『シルヴァヌスを救い、異端のサビニアヌスを罰する聖ヒエロニムス』（Saint Jerome saving Silvanus and punishing the Heretic Sabinianus）で、ノースカロライナ州ローリーのノースカロライナ美術館に所蔵されている。

## 来歴
祭壇画は300年以上もの間、サン・ドメニコ教会に残されていたが、1808年に2,500スクードでナポレオン・ボナパルトの叔父のジョゼフ・フェッシュ枢機卿に売却され、祭壇には複製が設置された。枢機卿が死去すると1845年に売却され、ダドリー伯爵の手に渡った。その後、祭壇画は複数の所有者を経て最終的にルードウィッヒ・モンドが所有し、ルードウィッヒ・モンドの死後の1924年にナショナル・ギャラリーに遺贈された。

## ギャラリー
現存するプレデッラ

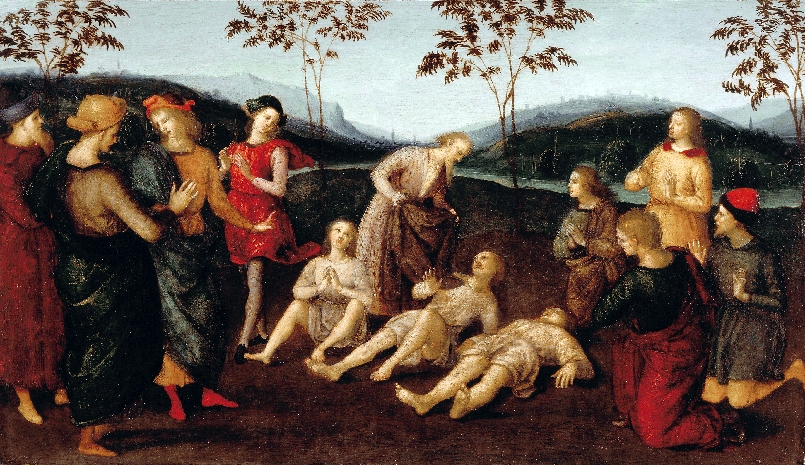
『聖ヒエロニムスのクロークで三人の死者を蘇らせるクレモナの聖エウセビオス』国立古美術館所蔵
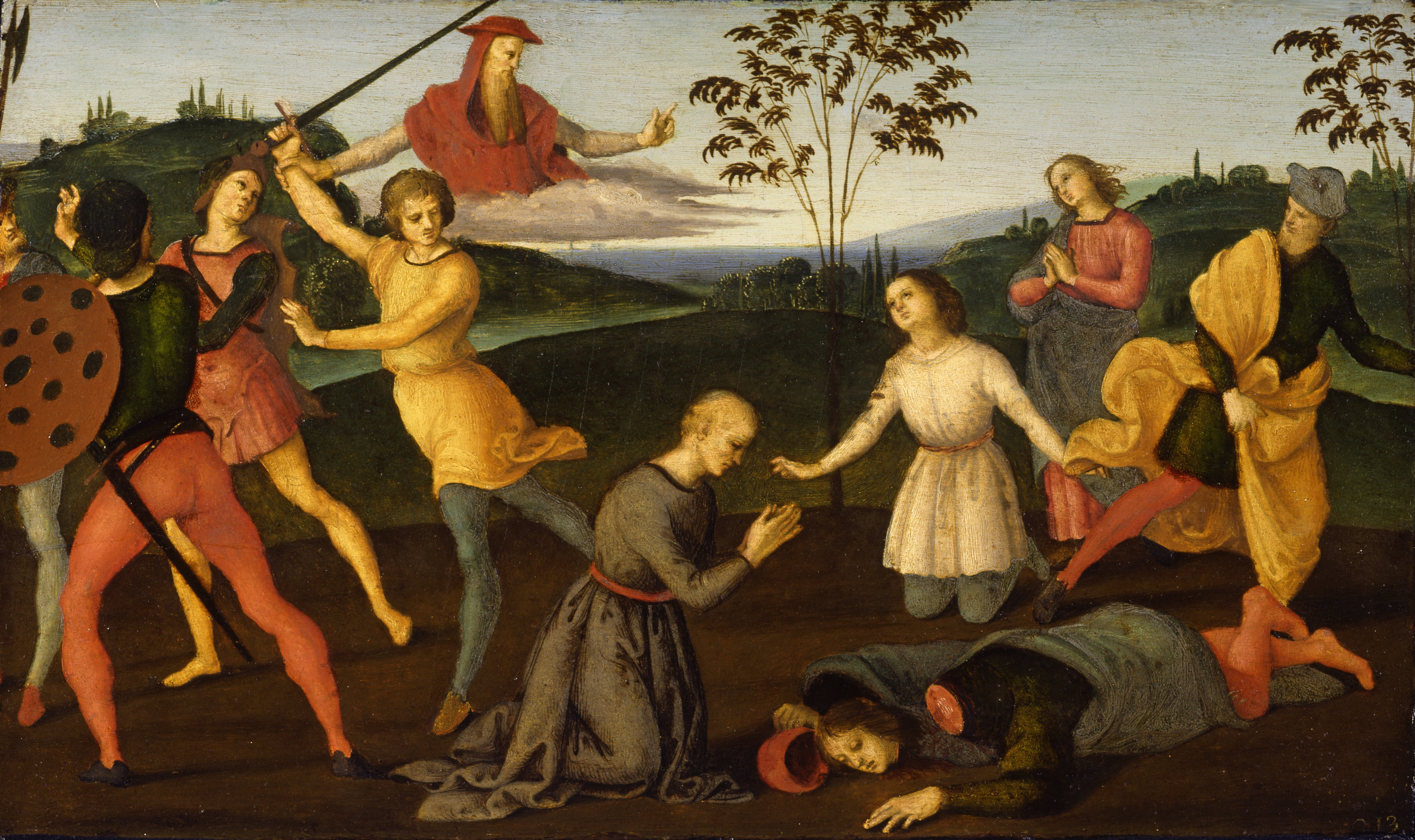
『シルヴァヌスを救い、異端のサビニアヌスを罰する聖ヒエロニムス』ノースカロライナ美術館所蔵